# Andreu Serra i Rafart
Andreu Serra i Rafart (Taradell, 1870-Ripoll, 1915) va ser un mestre i advocat català.
Natural de Taradell, fill d'un petit industrial. Va estudiar en primer lloc la carrera de mestre i va exercir l'ensenyament durant uns mesos. Després va estudiar Dret i va formar un despatx d'advocats amb Francesc de Paula Masferrer i Arquimbau.
Molt actiu en política, va estar vinculat als republicans lerrouxistes. Va ser un dels fundadors de La Fraternitat Republicana de Vic (1904), formada per la fusió de republicans federals, progressistes i lerrouxistes, i del periòdic La Justicia (1905), del qual també va ser director, pel qual va tenir més d'una topada i enfrontament amb els catòlics vigatans, fins al punt de ser declarat enemic de l'Església Catòlica per part del bisbe Torras i Bages.
El 1905 va ser candidat de la Unió Republicana a les eleccions provincials pel districte de Vic-Granollers, pel fet de ser del territori i no ser fabricant. No va guanyar l'acta de diputat, tot i que sí va obtenir bons resultats als pobles fabrils del Ter. El 1907 va ser l'artífex d'articular un pacte entre el republicanisme local i el moviment catalanista vigatà per tal de contrarrestar els partits monàrquics, i va ser nomenat candidat a les eleccions generals del mateix. Tanmateix va retirar la seva candidatura el 13 d'abril, quan els catalanistes van decidir donar suport al candidat carlí de Solidaritat Catalana.
El 1910 va ser condemnat al desterrament de Vic durant més tres any, i a pagar una multa, a causa d'una denúncia per part del canonge Jaume Collell per un article on se'l criticava aparegut anys enrere a La Justicia. Serra va decidir exiliar-se a Ripoll, on va morir el 1915.

## Obres
- Motet per a 3 veus i orquestra[14]